# Chŏngju
Chŏngju-shi (정주; 定州) ist eine Stadt in der Provinz P’yŏngan-pukto in Nordkorea. Sie besitzt 189.742 Einwohner (Stand 2008), davon lebten 89.494  in urbanen Regionen. 40 % der Fläche sind bewaldet. Zum Stadtgebiet gehören auch mehrere Inseln im Gelben Meer.

## Wirtschaft
Die lokale Landwirtschaft wird von Obst- und Reisanbau dominiert. Besonders bekannt sind die Kastanien dieser Region.

## Infrastruktur
Die Stadt ist sowohl über Straßen als auch auf der Schienen verbunden. Sie ist der Knotenpunkt der Linien P'yŏngŭi und P'yŏngbuk der Koreanischen Staatsbahn.

## Sonstiges
Im Februar 2011 hatten die Stadt und andere in der Provinz seltene Proteste einiger weniger Menschen, die eine angemessene Versorgung mit Reis und Strom forderten. Zu dieser Zeit verbreitete sich die Nachricht vom Arabischen Frühling über chinesische Fernsehkanäle und Telefonanrufe mit Überläufern.